# 459 aC
L'any 459 aC va ser un any del calendari romà prejulià. Durant la República Romana es coneixia com l'Any del consolat de Vibulà i Corneli Cos, o, de vegades, any 295 Ab urbe condita o de la fundació de Roma. La denominació 459 aC per a aquest any s'ha emprat des de l'edat mitjana, quan el calendari Anno Domini va ser el mètode més usat a Europa per a anomenar els anys.

## Esdeveniments

### Grècia
- Atenes s'alia amb la ciutat de Mègara que es troba sota pressió de Corint. Aquesta aliança condueix a la guerra entre Corint i Atenes. La primera batalla, va ser a Haliesis, al Golf Sarònic, amb una victòria contundent per part de Corint. A la batalla de Cecrifalea (una de les illes Saròniques) va resultar vencedora Atenes, posant punt final a aquesta guerra.[2][3]
- Expedició atenesa contra Xipre i Egipte, comandada per Caritímides. Atenes va enviar 200 naus i un exèrcit, per ajudar la rebel·lió d'Inaros, cap dels libis i aixecat contra els perses. Van prendre la ciutat de Memfis i van assetjar el «Castell Blanc», la seva ciutadella, que no van poder ocupar. Finalment, l'any 454 aC l'intent va fracassar.[4]

### República Romana
- Quint Fabi Vibulà i Luci Corneli Cos Maluginense són elegits cònsols. Vibulà a derrotar en aquest any als volscs, que assetjaven Antium, i als eques, que havien conquerit Túsculum. Per aquestes victòries va celebrar un triomf al seu retorn a Roma.[5]

### Sicília
- Ducetius, rei dels sículs, va destruir la ciutat siciliana de Morgantina per tal d'aconseguir fama.[6] També va fundar la ciutat de Menes.[7]